# Мараноа (река)
Марано́а (англ. Maranoa River) — река на востоке Австралии, правый приток Балонн, протекает в юго-восточной части штата Квинсленд. Длина реки составляет примерно 530 км.

## Название
Имя Мараноа река получила в 1846 году от шотландского исследователя Австралии Томаса Митчелла, который во время изучения одного из участков бассейна реки заметил схожесть его очертаний с человеческой рукой и таким образом в итоге решил использовать для названия реки аборигенное слово означающее руку.

## Описание
Начинается на склонах Большого Водораздельного хребта от слияния верховий около южной окраины национального парка Карнарвон. Генеральным направлением течения реки является юг. В среднем течении пересекает городок Митчелл. Впадает в водохранилище Бирдмор, образуемое плотиной на реке Балонн севернее городка Сент-Джордж.